# Балка Суха (притока Глухої)
Ба́лка Суха́ — балка (річка) в Україні на території Сніжнянської міськради Донецької області. Права притока річки Глухої (басейн Азовського моря).

## Опис
Довжина балки приблизно 5,83 км, найкоротша відстань між витоком і гирлом — 5,00 км, коефіцієнт звивистості річки — 1,17. Формується декількома балками та загатами.

## Розташування
Бере початок у селищі Сухівське. Тече переважно на північний схід понад селищем Сєверне і у селищі Андріївка впадає у річку Глуху, праву притоку річки Міусу.

## Цікаві факти
- У XX столітті на балці існували водокачки, терикон та декілька газових свердловин[4].